# Big Stone Gap
Big Stone Gap is een plaats (town) in de Amerikaanse staat Virginia, en valt bestuurlijk gezien onder Wise County.

## Demografie
Bij de volkstelling in 2000 werd het aantal inwoners vastgesteld op 4856.
In 2006 is het aantal inwoners door het United States Census Bureau geschat op 5698, een stijging van 842 (17,3%).

## Geografie
Volgens het United States Census Bureau beslaat de plaats een oppervlakte van
12,6 km², geheel bestaande uit land. Big Stone Gap ligt op ongeveer 459 m boven zeeniveau.

## Plaatsen in de nabije omgeving
De onderstaande figuur toont nabijgelegen plaatsen in een straal van 20 km rond Big Stone Gap.